# Тойоцу-Мару
Тойоцу-Мару (Toyotsu Maru) — судно, яке під час Другої світової війни взяло участь у операціях японських збройних сил на Маршаллових островах.
Тойоцу-Мару спорудили в 1937 році на верфі компанії Mitsubishi у Кобе.
Судно реквізували для потреб Імперського флоту Японії та переобладнали в канонерський човен.
1 лютого 1942-го Тойоцу-Мару перебувало на атолі Вотьє, який цього дня став однією з цілей рейду американського з'єднання на Маршаллові острови та острови Гілберта. Якщо головна японська база на Кваджелейні стала об'єктом лише для повітряного нападу, то у випадку з Вотьє вогневого ураження також завдавали важкі крейсери USS Northampton та USS Salt Lake City. Вважається, що саме їхні дії стали фатальними для Тойоцу-Мару.